# 금호고등학교 축구부
금호고등학교 축구부는 금호고등학교의 축구부로 광주 FC의 U-18팀이다.

## 역사
1975년 11월 15일에 창단된 금호고등학교의 축구부는 오랜 기간 동안 여러 선수들을 배출해왔다. 또한 2010년에 광주 FC가 창단하면서 광주 FC의 U-18팀으로 활동 중이다.

## 코칭스태프
| 직위 | 이름   | 비고 |
| ---- | ------ | ---- |
| 감독 | 최수용 |      |
| 코치 |        |      |

## 같이 보기
- 금호고등학교
- 광주 FC
- 광덕중학교 축구부
- 광주 FC U-12